# 맷 패스모어
매슈 패스모어(영어: Matthew Passmore, 1973년 12월 24일~)는 오스트레일리아의 배우이다.

## 출연 작품

### 영화
- 직쏘 (2017) - 로건 넬슨 역
- 론 서바이버: 아미 오브 원 (2020) - 딜런 역

### 텔레비전
- 맥클로드의 딸들 (2001-09)
- 글래이즈 (2010)